# Tipula (Acutipula) captiosa
Tipula (Acutipula) captiosa is een tweevleugelige uit de familie langpootmuggen (Tipulidae). De soort komt voor in het Palearctisch gebied.